# Teresa Meana Suárez
Teresa Meana Suárez (Gijón, 1952) és una activista feminista, docent i filòloga especialista en llenguatge inclusiu i no sexista.

## Trajectòria
Meana és llicenciada en Filologia Romànica i ha exercit com a professora de llengua castellana en l'ensenyament secundari, primer a Oviedo i després a València, on viu des de fa 25 anys. Milita al moviment feminista i anticapitalista des de 1975, quan va començar a reunir-se clandestinament amb les seves companyes a la universitat i a assistir a assemblees. A partir de la lectura de textos prohibits, aviat es van coordinar per a organitzar jornades, debats i xerrades. Des dels anys 1980 es dedica particularment a tractar el tema del sexisme en el llenguatge.
Durant sis anys va residir a Amèrica Llatina, on va estar viatjant juntament amb altres dones per la República Dominicana, Mèxic, Guatemala, Nicaragua, Costa Rica, Panamà, Colòmbia, Equador, Perú. Bolívia, Argentina, Uruguai i Xile, i van ser rebudes i acollides per feministes d'aquests països.
Ha publicat diversos articles sobre l'opacitat androcèntrica del discurs social i sobre temes referents a la invisibilització de les dones en el llenguatge.
Des que va arribar a València, Meana participa activament a la Casa de la Dona i, el 2018, va ser reconeguda com a filla adoptiva de la ciutat de València per haver-hi desenvolupat el seu activisme amb l'objectiu de crear una societat més inclusiva, oberta i feminista.

## Obra publicada
- Porque las palabras no se las lleva el viento (2002). Ajuntament de Quart de Poblet, València.[11]

## Reconeixements[calcitació]
- 2009. Premi Margarida Borràs, del col·lectiu Lambda de València.
- 2010. Hoste d'Honor i Medalla d'Or de la Ciutat Autònoma de Buenos Aires.17
- 2010. Visitant Il·lustre de Badia Blanca (Argentina).
- 2018. Filla adoptiva de València.